# Lipovská mozaika
Lipovská mozaika je dlažba, která obsahuje pouze tmavý lipovský mramor, který se nazývá podle Lomu Horní Lipová, kde se těží. Na rozdíl od pražské mozaiky, kde se střídají dva až tří kameny včetně lipovského mramoru, je tato mozaika opravdu tvořena jediným mramorem. Tento kámen je charakteristický tmavě šedou barvou s namodralým odstínem. Často se střídají tmavší a světlejší plochy (je to tzv. fládrovaný mramor), které tvoří zajímavou kresbu. Kamenné krychle mají rozměry 6x6x4 cm, jsou ze 4 stran řezané, pochozí a spodní strana je štípaná.
Lipovská mozaika se používá na chodnících, silnicích a náměstích po celé zemi.

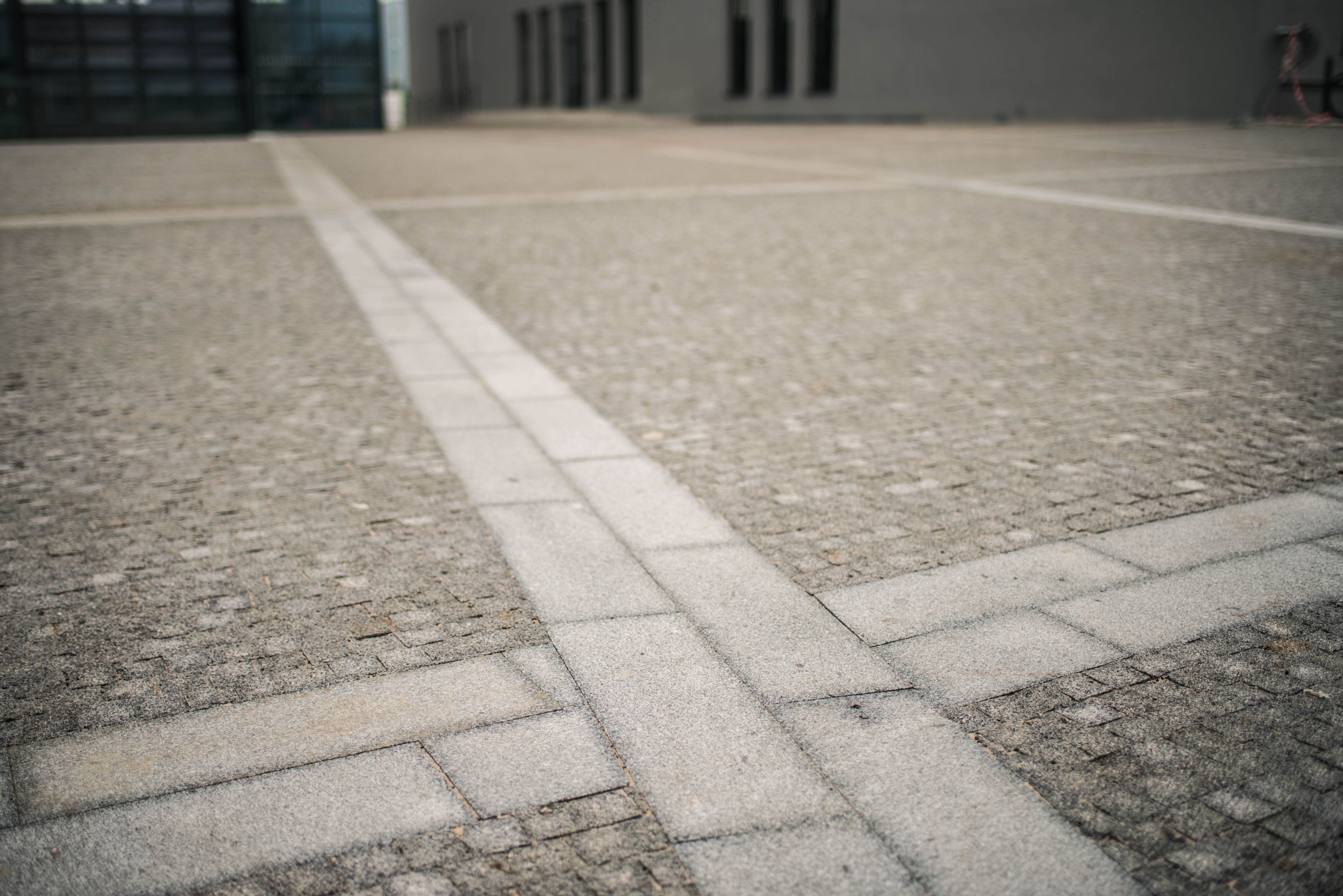
lipovská mozaika

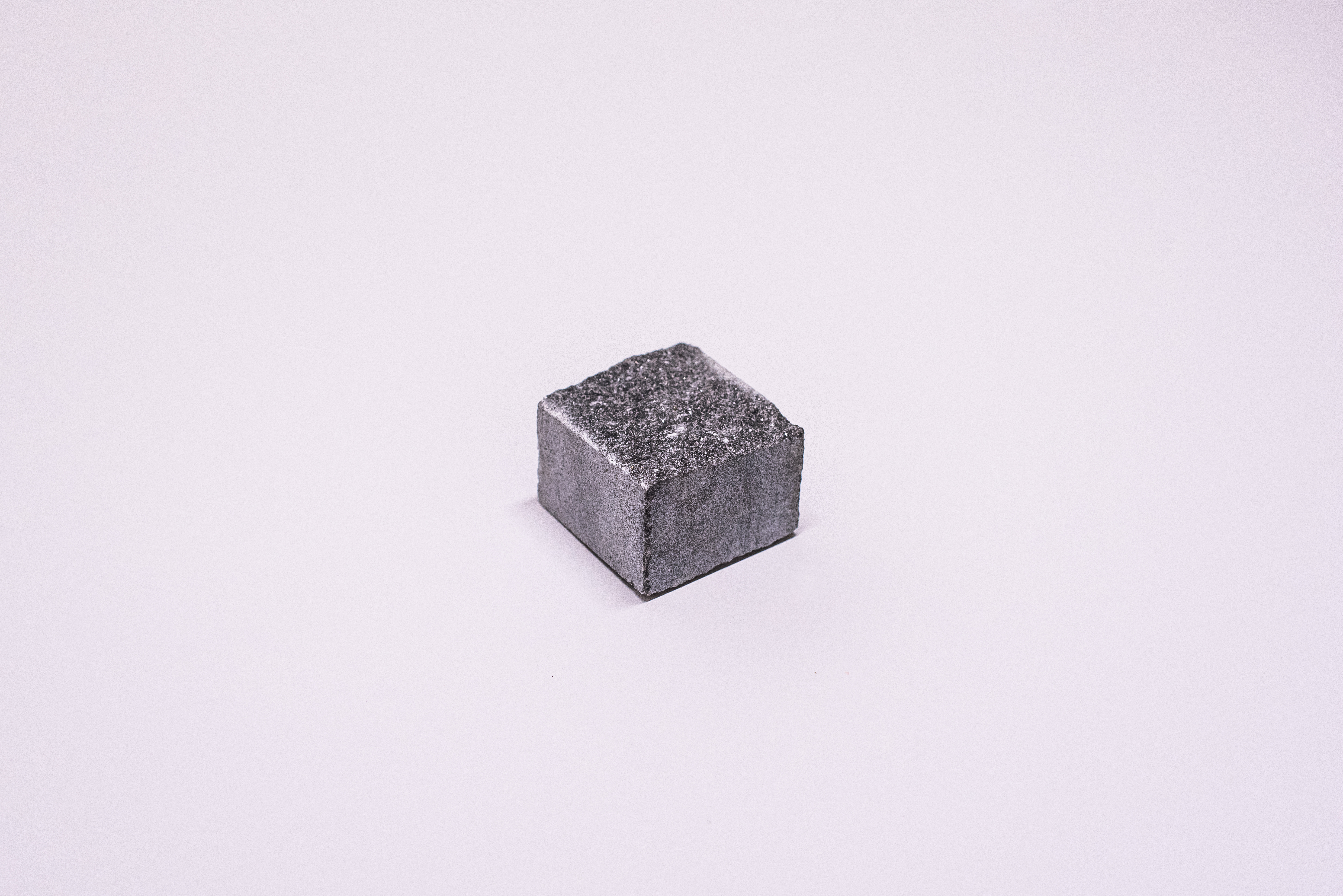
krychle lipovského mramoru

## Lipovský mramor z Lomu Horní Lipová
Lipovský mramor se těží pouze v Lomu Horní Lipová. Je to menší tříetážový lom na severovýchodním úbočí Mramorového vrchu v obci Lipová - lázně v okrese Jeseník v Olomouckém kraji. Těžba probíhá pomocí vrtací techniky, klinů a trhacích prací malého rozsahu. Cílem je vylomit co největší blok kamene tak, aby se dal použít do dlažby, obkladů, pomníků či parapetů. Bloky lipovského mramoru se zpracovávají v kamenické dílně v Mikulovicích. Lom Horní Lipová má ve svém portfoliu společnost Slezské kamenolomy, která lipovský mramor těží a dále zpracovává. 
Lipová je známá tím, že se na jejím území nachází až 52 nerostů. Právě Mramorový vrch je nalezištěm tohoto vysoce kvalitního a vyhledávaného mramoru. Tmavý, pruhovaný a skvrnitý lipovský mramor se kromě dlažby použil také na obkladech stanic metra Muzeum nebo Vyšehrad.